# Dioptas

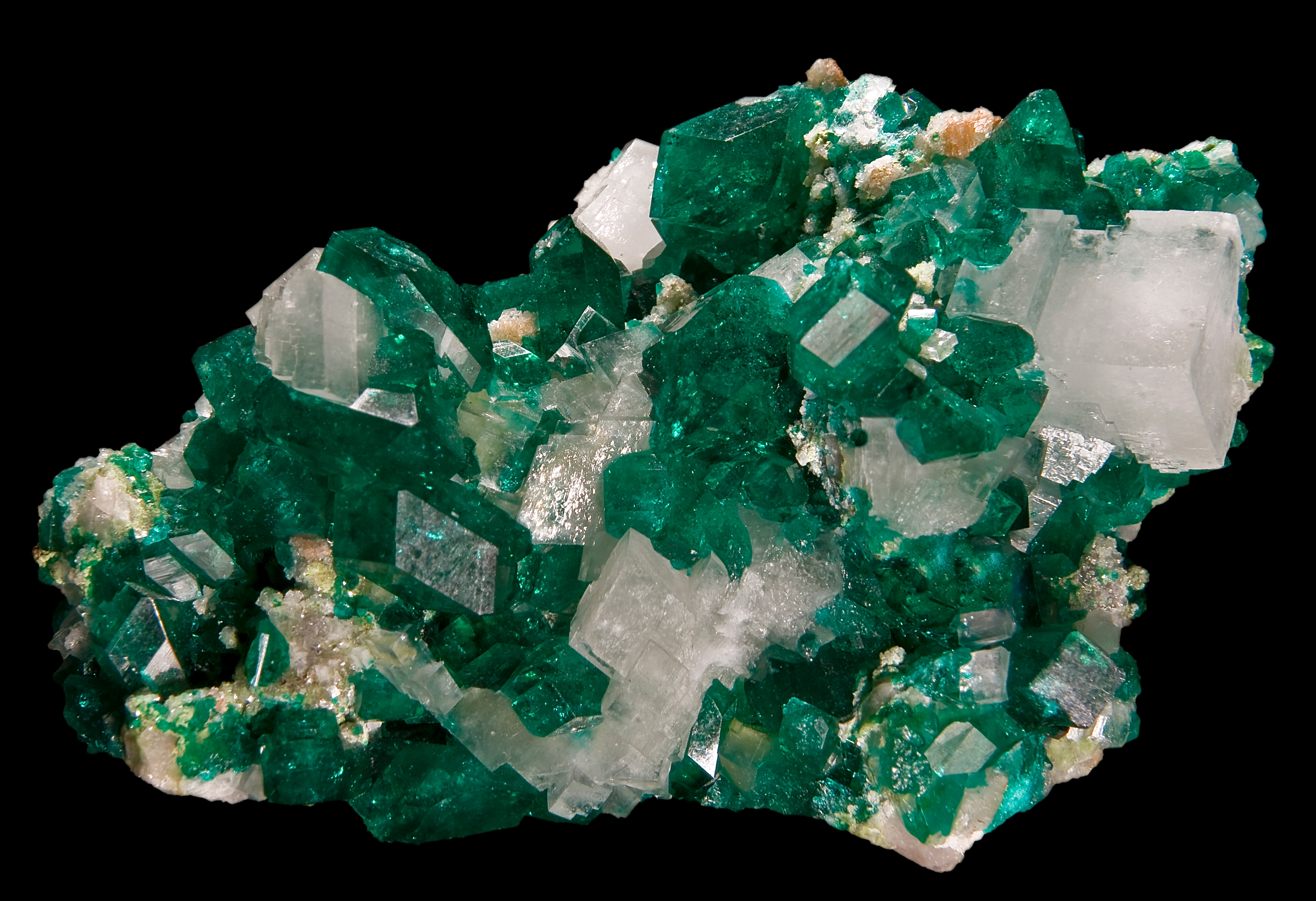
Dioptas med kalcit och minerecordit (kalcium-zink-karbonat) från Tsumeb

Dioptas är ett smaragdgrönt, sällsynt koppar- och vattenhaltigt silikatmineral med ringstruktur (cyklosilikat). Kristallerna är genomskinliga till transparenta. 

## Egenskaper
Dioptas angrips av både ammoniak och syror. Det kristalliserar i sexsidiga prismor med romboedrar och kan skiljas från smaragd genom sin mindre genomskinlighet och större densitet.

## Förekomst
Dioptas är ett sekundärt mineral i kopparmineraliseringars oxidationszon. Huvudfyndorter finns i Karagandyprovinsen i Kazakstan och Renéville i Kongo-Brazzaville, men förekomster har även påträffats i Argentina, Chile och Arizona i USA. Tsumebgruvan i Namibia är känd för vackra dioptaskristaller.

## Användning
Dioptas är populärt bland mineralsamlare och det slipas ibland till små smaragd-liknande smyckestenar. Dioptas och krysokoll är de enda relativt vanliga kopparsilikatmineralen. En ädelsten av dioptas ska aldrig utsättas för ultraljudrengöring då de sköra smyckestenarna kommer att splittras.